# 投票机
投票机是一种可以自动记录和计算选民投票结果的機器。早期的投票机一般是機械式投票機，後來电子投票机逐漸普及。投票机不是计票机，后者主要是用來统计纸质選票的投票结果。